# 114P/Wiseman-Skiff
114P/Wiseman-Skiff, komet Jupiterove obitelji.
Otkrila ga je Jennifer Wiseman siječnja 1987. na dvjema fotografskim pločama koje je 28. prosinca 1986. u zvjezdarnici Lowell snimio Brian A. Skiff. Oboje su potvrdili komket 19. siječnja 1987. godine. 
Vjeruje se da je komet 114P/Wiseman–Skiff roditeljsko tijelo prvog meteora fotografiranog s Marsa.